# Stockton (Nowy Jork)
Stockton – miasto w Stanach Zjednoczonych, w stanie Nowy Jork, w hrabstwie Chautauqua.